# Numineux
Le numineux, dérivé du latin numen, est selon Rudolf Otto la puissance agissante de la divinité, un « sentiment de présence absolue, une présence divine ». Il est à la fois mystère et terreur : c’est ce qu’Otto appelle le « mysterium tremendum ».

## Rudolf Otto
Le concept de « numineux » apparaît pour la première fois chez Rudolf Otto dans son livre Le Sacré, publié en 1917. L'expérience numineuse est pour lui l'expérience affective du sacré.
Otto crée ce nouveau concept depuis le latin numen, la puissance agissante de la divinité. Le numineux est compris comme mysterium tremendum. Les deux notions sont intimement liées dans le concept de numineux. Le tremendum est l’effroi ou la terreur de la divinité, dans tout ce qu’elle a d’incompréhensible et de mystérieux. Le mysterium est l’appréhension d’un tout autre, altérité radicale, qui nous paralyse et nous fascine. Il prend ainsi la forme du fascinans, celui qui « séduit, entraîne, ravit d’étonnement », emporte dans « le délire et l’ivresse ». Le numineux est alors pris entre le pôle d’attraction séduisante, presque dionysiaque du fascinans et celui de répulsion par l’effroi du tremendum, en présence permanente du mysterium. Cette double tension nous fait prendre conscience de notre impuissance et finitude par rapport au tout autre, devant lequel on s'abîme dans notre propre néant. Le sentiment religieux est donc sentiment de dépendance face à la divinité transcendante.

## Jung
Carl Gustav Jung, dans le cadre de sa  psychologie analytique, rattache le numineux aux archétypes, formes symboliques innées et constitutives de l'inconscient collectif.
Jung s'intéresse à l'interaction de l'inconscient et du conscient chez les individus souffrant d'un trouble psychique, qui pourrait être résolu en accédant au numineux : « Ce qui m'intéresse avant tout dans mon travail n'est pas de traiter les névroses mais de me rapprocher du numineux... l'accès au numineux est la seule véritable thérapie. »

## Émile Durkheim
Selon la formule célèbre d'Émile Durkheim, sont sacrées les « choses que les interdits protègent et isolent », et profanes « celles auxquelles ces interdits s'appliquent et qui doivent rester à l'écart des premières » (Les Formes élémentaires de la vie religieuse, 1912).
R. Otto a proposé le terme de « numineux » pour qualifier cette catégorie spécifique, manifestant la sphère au-delà de l'éthique et du rationnel, et qui se présente sous le double aspect de mystère effrayant et fascinant. Le mana et le sacré, la religion et la magie découleraient de ce principe initial. Les rapports du sacré avec le profane sont fluctuants selon les auteurs. Pour Durkheim, l'opposition est constitutive du phénomène religieux.